# Gentianodes
Gentianodes es un género con 64 especies de plantas con flores perteneciente a la familia Gentianaceae.
Algunos autores lo consideran un probable sinónimo del género Gentiana L.

## Especies seleccionadas
- Gentianodes acuminata  	(C.B.Clarke) Omer, Ali & Qaiser
- Gentianodes algida 	(Pall.) Á.Löve & D.Löve
- Gentianodes alii Omer & Qaiser
- Gentianodes amplicrater 	(Burkill) Á. Löve & D. Löve